# TV Breizh

Logo

TV Breizh ist ein privater französischer Fernsehsender mit hauptsächlicher Verbreitung in der Bretagne (Breizh auf Bretonisch). Firmensitz ist Lorient. Nach Auskunft des Unternehmens empfangen knapp 12 Mio. Menschen den Sender via Kabel oder Satellit; das dürfte etwa 3 Mio. Abonnenten entsprechen.

## Geschichte
Am 1. September 2000 nahm der Sender unter Mithilfe von TF1 und Patrick Le Lay seine Arbeit auf. TV Breizh strahlt Sendungen über die Region und Wiederholungen des Senders TF1 in bretonischer Sprache aus. Aufgrund finanzieller Probleme von TF1 und vor dem Hintergrund, dass die französische Aufsichtsbehörde für Fernseh- und Hörfunkkanäle, der Conseil supérieur de l'audiovisuel, den Einfluss der staatlich kontrollierten Sender weiter begrenzen möchte, musste TV Breizh ab 2003 seine Sendezeiten reduzieren. Mit seinen Bemühungen, eine eigene digitale terrestrische Frequenz für ein 24-Stunden-Programm zu erhalten, war der Sender 2004 gescheitert; stattdessen wurde mit Nantes 7 ein französischsprachiger Regionalsender aus Nantes – historisch ein Teil der Bretagne, der allerdings nicht zur heutigen gleichnamigen Verwaltungsregion gehört – bedacht. Diese Vorgänge werden von regionalen Politikern als ein weiterer Beleg dafür gesehen, wie schwer sich die zentralen französischen Behörden mit der kulturellen Selbstbestimmung der Regionen tun.

## Programme
Die Sendungen konzentrieren sich hauptsächlich auf Nachrichten und die regionale Berichterstattung, jedoch werden zunehmend Spielfilme und Fernsehserien gezeigt, um breitere Zuschauerkreise für ein Abonnement von TVB zu gewinnen.